# Nhóm ngôn ngữ Oghuz
Ngữ chi Oghuz hay Ngữ chi Thổ chung Tây Nam là một nhánh của ngữ tộc Thổ chung thuộc ngữ hệ Thổ, được khoảng 108 triệu người sử dụng. Ba ngôn ngữ có số lượng người nói lớn nhất là tiếng Thổ Nhĩ Kỳ, tiếng Azerbaijan và tiếng Turkmen, kết hợp chiếm hơn 95% số người nói.

## Ngôn ngữ Oghuz theo số người bản ngữ
Ngữ hệ Thổ là bao gồm ít nhất 35 ngôn ngữ được ghi chép lại, được sử dụng bởi các dân tộc Turk. Số lượng người nói từ thống kê hoặc ước tính (2019) và được làm tròn:
| Số thứ tự | Tên                 | Tình trạng            | Người bản ngữ | Nước chính   |
| --------- | ------------------- | --------------------- | ------------- | ------------ |
| 1         | Tiếng Thổ Nhĩ Kỳ    | Bình thường           | 76.000.000    | Thổ Nhĩ Kỳ   |
| 2         | Tiếng Azerbaijan    | Bình thường           | 23.000.000    | Azerbaijan   |
| 3         | Tiếng Turkmen       | Bình thường           | 7.000.000     | Turkmenistan |
| 4         | Tiếng Qashqai       | Bình thường           | 1.000.000     | Iran         |
| 5         | Tiếng Turk Khorasan | Đang bị đe dọa        | 1.000.000     | Iran         |
| 6         | Tiếng Urum          | Chắc chắn sẽ biến mất | 200.000       | Ukraina      |
| 7         | Tiếng Gagauz        | Rất nguy cấp          | 150.000       | Moldova      |
| 8         | Tiếng Salar         | Đang bị đe dọa        | 70.000        | Trung Quốc   |
| Toàn bộ   | Ngôn ngữ Oghuz      | Bình thường           | 108.000.000   | Thổ Nhĩ Kỳ   |

## Thuật ngữ
Thuật ngữ "Oghuz" được áp dụng cho nhánh tây nam của các ngôn ngữ Turk thông dụng. Nó được nói bởi người Turk Oghuz, những người di cư từ dãy núi Altai đến Trung Á vào thế kỷ thứ 8 và tiếp tục mở rộng sang Trung Đông và đến Balkan thành những bộ lạc riêng biệt.

## Phân loại
Ngữ chi Oghuz hiện đang được sử dụng được phân loại thành ba nhóm dựa trên các đặc điểm và địa lý của chúng: Tây, Đông và Nam. 
| Ngôn ngữ Turk nguyên thủy | Turk thông thường | Oghuz | Tiếng Salar | Tiếng Salar                                                                                                   |
| Ngôn ngữ Turk nguyên thủy | Turk thông thường | Oghuz | miền Tây    | - Thổ Nhĩ Kỳ - Azerbaijan - Gagauz - Tiếng Turk Rumelia - Tiếng Turk Ottoman - Tiếng Turk cổ - Tiếng Pecheneg |
| Ngôn ngữ Turk nguyên thủy | Turk thông thường | Oghuz | miền Đông   | - Turkmen - Turk Khorasan                                                                                     |
| Ngôn ngữ Turk nguyên thủy | Turk thông thường | Oghuz | miền Nam    | - Qashqai |

Hai ngôn ngữ nữa, Tiếng Tatar Krym và tiếng Urum, thuộc nhóm ngôn ngữ Kipchak, nhưng chịu ảnh hưởng nặng nề bởi các ngôn ngữ Oghuz.
Tiếng Pechneg đã biến mất có lẽ thuộc nhóm Oghuz, nhưng vì nó kém được ghi chép, nên rất khó để phân loại nó vào nhóm Oghuz; do đó nó thường được loại trừ khỏi sự phân loại.

## Đặc trưng
Nhóm Oghuz có chung một số đặc điểm đã khiến các nhà ngôn ngữ học phân loại chúng với nhau. Một số đặc điểm cũng được chia sẻ với các ngôn ngữ Thổ khác, song một số đặc điểm khác là đặc trưng của nhóm Oghuz.